# Kouadio-Yves Dabila
Kouadio-Yves Dabila (ur. 1 stycznia 1997 w Kouassi-Datèkro) – iworyjski piłkarz grający na pozycji środkowego obrońcy. W sezonie 2021/2022 występuje w klubie Lille OSC.

## Kariera juniorska
Dabila jako junior grał dla Cissé Institut FC (do 2014) oraz dla AS Monaco (2014–2015).

## Kariera seniorska

### AS Monaco II
Dabila zadebiutował dla drugiej drużyny AS Monaco 14 lutego 2015 roku w meczu z US Le Pontet Grand Avignon 84 (2:2). Pierwszą bramkę zawodnik ten zdobył 5 grudnia 2015 roku w wygranym 0:2 spotkaniu przeciwko rezerwom Olympique Marsylii. Łącznie dla tych rezerw Iworyjczyk rozegrał 59 meczów, strzelając 2 gole.

### Lille OSC II
Dabila trafił do rezerw Lille OSC 1 lipca 2017 roku. Debiut dla tych rezerw zaliczył on 19 sierpnia 2017 roku w zremisowanym 1:1 spotkaniu przeciwko AS Furiani-Agliani. Pierwszego gola piłkarz ten strzelił 20 grudnia 2017 roku w meczu z rezerwami RC Lens (2:2). Ostatecznie w barwach tych rezerw Iworyjczyk wystąpił 13 razy, zdobywając jedną bramkę.

### Lille OSC
Dabila zadebiutował w barwach Lille OSC 13 grudnia 2017 roku w starciu w ramach Coupe de la Ligue przeciwko OGC Nice (1:1, przeg. 3:4 po rzutach karnych). Do 2 lipca 2021 roku w barwach Lille OSC Iworyjczyk wystąpił 31 razy, nie strzelając żadnego gola.

### Cercle Brugge
Dabilę wypożyczono do Cercle Brugge 15 lipca 2019 roku. Debiut dla tego zespołu zaliczył on 27 lipca 2019 roku w przegranym 0:2 spotkaniu przeciwko Standardowi Liège. Premierowego gola piłkarz ten strzelił 17 sierpnia 2019 roku w meczu z KV Mechelen (przeg. 3:1). Łącznie w barwach Cercle Brugge Iworyjczyk wystąpił 21 razy, zdobywając jedną bramkę.

### Royal Excel Mouscron
Dabila został wypożyczony do Royal Excel Mouscron 17 sierpnia 2020 roku. Zadebiutował on dla tego klubu 23 sierpnia 2020 roku w starciu z RSC Anderlecht (1:1). Ostatecznie dla Royal Excel Mouscron Iworyjczyk rozegrał 7 meczów, nie strzelając żadnego gola.

## Kariera reprezentacyjna
| Mecze i gole w reprezentacji  | Mecze i gole w reprezentacji  | Mecze i gole w reprezentacji  | Mecze i gole w reprezentacji  | Mecze i gole w reprezentacji  | Mecze i gole w reprezentacji  | Mecze i gole w reprezentacji  | Mecze i gole w reprezentacji    |
| Wybrzeże Kości Słoniowej U-23 | Wybrzeże Kości Słoniowej U-23 | Wybrzeże Kości Słoniowej U-23 | Wybrzeże Kości Słoniowej U-23 | Wybrzeże Kości Słoniowej U-23 | Wybrzeże Kości Słoniowej U-23 | Wybrzeże Kości Słoniowej U-23 | Wybrzeże Kości Słoniowej U-23   |
| Lp.                           | Data                          | Miejsce                       | Gospodarz                     | Gość                          | Wynik                         | Gol                           | Rozgrywki                       |
| ----------------------------- | ----------------------------- | ----------------------------- | ----------------------------- | ----------------------------- | ----------------------------- | ----------------------------- | ------------------------------- |
| 1.                            | 09.11.2019                    | Kair                          | Nigeria U-23                  | Wybrzeże Kości Słoniowej U-23 | 0:1                           |                               | Puchar Narodów Afryki U-23 2019 |
| 2.                            | 12.11.2019                    | Kair                          | Południowa Afryka U-23        | Wybrzeże Kości Słoniowej U-23 | 1:0                           |                               | Puchar Narodów Afryki U-23 2019 |
| 3.                            | 15.11.2019                    | Kair                          | Zambia U-23                   | Wybrzeże Kości Słoniowej U-23 | 0:1                           | Gol                           | Puchar Narodów Afryki U-23 2019 |
| 4.                            | 19.11.2019                    | Kair                          | Ghana U-23                    | Wybrzeże Kości Słoniowej U-23 | 2:2 (4:5 p.r.k.)              |                               | Puchar Narodów Afryki U-23 2019 |
| 5.                            | 22.11.2019                    | Kair                          | Egipt U-23                    | Wybrzeże Kości Słoniowej U-23 | 1:1 (2:1 po dogrywce)         |                               | Puchar Narodów Afryki U-23 2019 |